# Německý odboj během druhé světové války

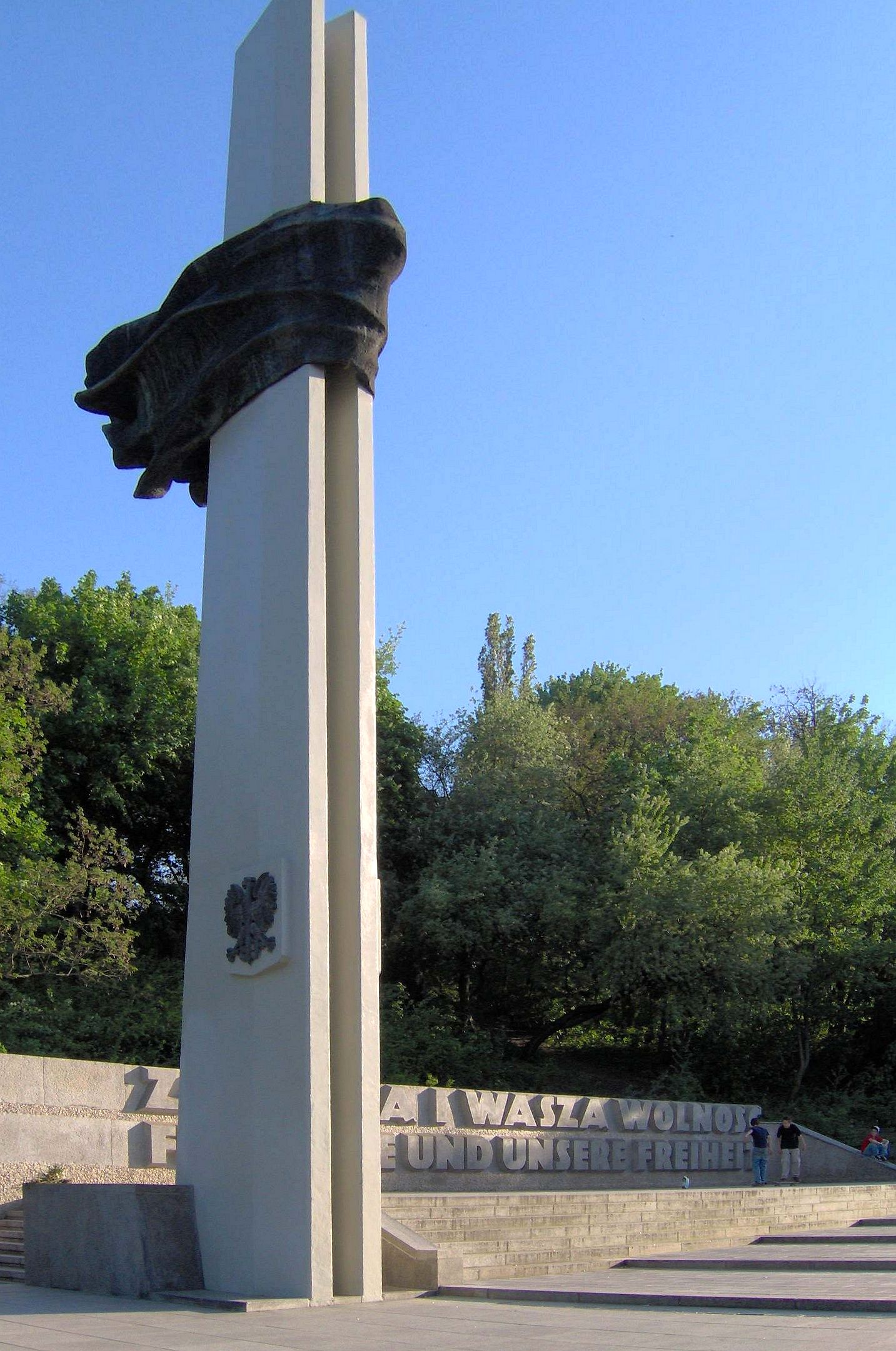
Památník věnovaný polským vojákům a německým antifašistům vystavěný v roce 1972 v Berlíně

Německý odboj během druhé světové války je označení pro jednotlivce a skupiny, kteří se v nacistickém Německu stavěli na odpor nacistickému režimu v letech 1933–1945. Nelze jej charakterizovat jako jednotné či široké spolupracující hnutí, šlo spíše o roztříštěné spektrum odpůrců. Celkově je nutno konstatovat, že nebyl nijak zvlášť úspěšný a s výjimkou několika dílčích případů ani neměl masový charakter.
Vrstvy, z nichž se rekrutovali Hitlerovi odpůrci, byly různé – patřili sem dělníci i šlechtici, mládež, duchovní, státní úředníci, inteligence i generalita.
Mezi roky 1933 a 1945 bylo uvězněno z politických důvodů více než 3,5 milionu Němců v koncentračních táborech nebo ve věznicích a přibližně 77 000 Němců bylo odsouzeno pro nějakou formu odporu k trestu smrti. Mnozí z těchto Němců sloužili ve státním aparátu nebo armádě, což jim umožnilo provádět nebo připravovat sabotáže nebo jiné formy odporu.

## Armáda
Nejvýznamnějším centrem odporu proti Hitlerovi byla německá generalita. Již v roce 1938 vojenské a civilní kruhy pod vedením generála Ludwiga Becka plánovaly odstranění Hitlera, když ze sudetoněmecké krize v Československu vyvstala hrozba vypuknutí války, kterou si generální štáb nepřál. Skupina armádních konspirátorů navázala spolupráci s civilní opozicí kolem Carla Friedricha Goerdelera, ale zdrcující ránu hnutí odporu zasadily Anglie a Francie podepsáním Mnichovské dohody, díky níž Hitler ze situace vyšel neotřesitelně posílen.

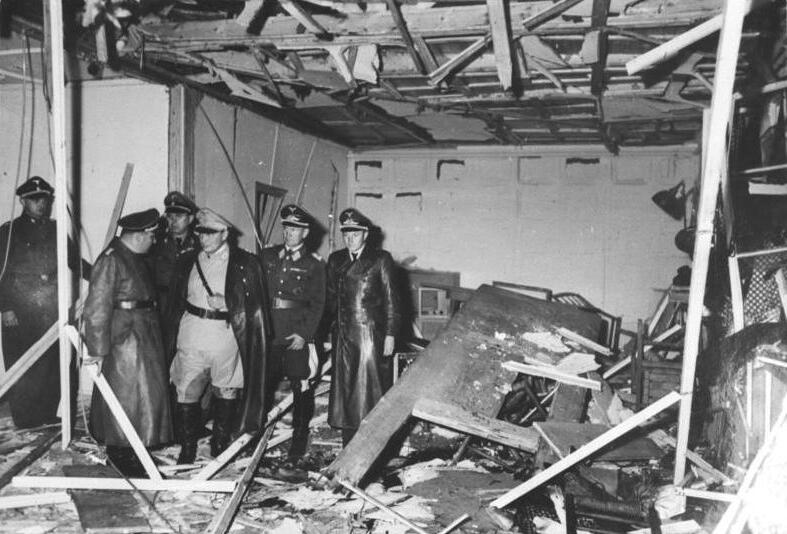
Zničená místnost ve Vlčím doupěti, kde byl 20. července 1944 německými důstojníky spáchán neúspěšný atentát na Adolfa Hitlera

Další významnou spikleneckou skupinou v armádě byla ta, která se utvořila kolem plukovníka (později generálmajora) Henninga von Tresckow. Ten se opakovaně pokusil spáchat či zorganizovat atentát na Hitlera, ale ani jeden z útoků se nezdařil. V roce 1943 von Tresckow přepracoval plán Valkýra, který byl původně zaměřený na potlačení vnitřních nepokojů, tak aby se dal využít na podporu protihitlerovského puče. Jeho nejbližším spolupracovníkem se stal plukovník hrabě Claus Schenk von Stauffenberg. Nejzásadnějším aktem odporu německé generality byl pak právě Stauffenbergův pokus o převrat, jehož součástí byl i nejznámější a úspěchu nejbližší atentát na Hitlera.

## Političtí odpůrci
Další opoziční silou byli nenacističtí politici a jejich přívrženci, kteří ale neměli příliš prostoru se uplatnit a po nástupu nacistů k moci byli rychle umlčeni. Z jejich strany docházelo k ojedinělým aktům odporu, často na úrovni distribuce ilegálních tiskovin a letáků, pašování zakázaných knih, pobuřování a protinacistických vystoupení. Významnější odbojové aktivity lze nalézt u sociálních demokratů (např. Nový počátek, Markwitzova skupina, Rudý úderný oddíl) a komunistů (Saefkow-Jacobova skupina, Rudá kapela či atentát Georga Elsera). Do roku 1937 bylo za „velezrádné delikty politické povahy“ souzeno v Německu 17 168 osob . Přestože gestapo usilovně pracovalo na absolutním zničení politického odboje, jen těžko se dařilo tohoto cíle dosáhnout – ještě v roce 1941 bylo za ilegální činnost zatčeno 11 405 komunistů a sociálních demokratů . Kromě politických odpůrců z řad levice existovaly i spiklenecké spolky, jejichž členy se staly osoby pocházející ze střední třídy či osoby pravicové politické orientace. Pravicovým opozičním uskupením byl třeba ekonomický debatní klub Freiburská škola, Středeční společnost nebo kroužek paní Solfové. Nejznámější nacionálně konzervativní protinacistickou organizací byl Kreisavský kroužek, v jehož čele stál hrabě Helmuth James von Moltke.

## Církve
V roce 1933, tedy v roce nástupu Hitlera k moci, se k některé z křesťanských církví hlásilo 68 milionů Němců. V porovnání s tímto počtem věřících byla odbojová protinacistická činnost věřících nepříliš výrazná a zůstala vyhrazena jen několika odvážným jedincům, kteří pracovali buď samostatně, nebo se stali součástí nějakého tajného spolku, jako byl např. Kreisavský kroužek. Římskokatolická církev představovala pouze pasivní opoziční sílu napříč celým obdobím a ve sledovaném čase se odhodlala k otevřenému aktivnímu vystoupení jen málokdy, neboť Říšský konkordát jí politické působení zakazoval.

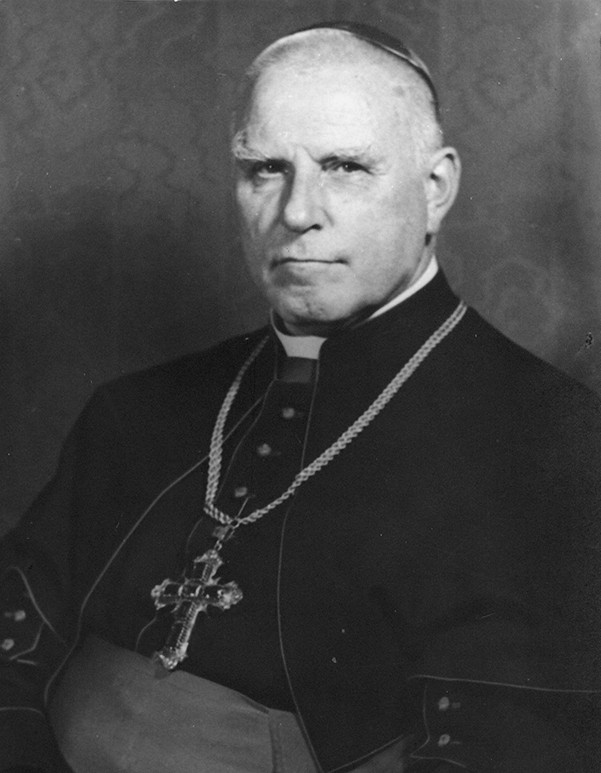
Nejznámější kritik nacistického režimu, münsterský biskup Clemens August von Galen

Nejostřejší střety představovalo vydání encykliky papeže Pia XI. Mit brennender Sorge, která odmítla filosofické základy nacismu a kritizovala pronásledování katolické církve v Německu, a ostré vystoupení proti tzv. Akci T4 (vyvražďování fyzicky a mentálně postižených pacientů), proti které se významně angažoval biskup Clemens August von Galen. Protestantské církve (těch bylo v roce 1933 v Německu celkem 28) byly většinou velice rychle ovládnuty pronacistickým smýšlením, což nakonec vedlo k vytvoření Vyznávající církve a Ochranného sdružení farářů, které sdružily odpůrce režimu. Z obou větví křesťanství vzešli jednotlivci či skupinky dlouhodobě aktivně odporující nacistickému režimu, u katolíků to byl kromě biskupa Galena např. jezuita Alfred Delp nebo biskup Konrad von Preysing a u protestantů např. studentská nenásilná skupina Bílá růže, farář Martin Niemöller nebo Dietrich Bonhoeffer. Jedinou náboženskou organizací, která kladla nacistům vytrvalý a dlouhodobý odpor byli Svědkové Jehovovi . Ti odmítali zdravit nacistickým pozdravem, odmítali přísahat věrnost vůdci, nevstupovali do žádných nacistických organizací. V nacistickém Německu bylo uvězněno asi 10 000 příslušníků této náboženské skupiny a 250 jich bylo popraveno, většinou kvůli odmítnutí vojenské služby. Protestantských duchovních nacisté odsoudili do vězení zhruba 50 , přičemž dalších 400 katolických kněží a 35 evangelických farářů prošlo koncentračním táborem Dachau .

## Studenti a mládež
V nacistickém Německu byly všechny spolky německé mládeže podřízeny NSDAP prostřednictvím zastřešující organizace. Výjimkou se stalo jen několik katolických spolků, které nacisté tolerovali s ohledem na uzavřený konkordát. V roce 1935 se v řadách Hitlerjugend nacházelo dobrovolně 60% německých chlapců a od 25. 3. 1939 bylo členství chlapců i dívek v nacistických organizacích povinné . Přesto vznikaly také nezávislé spolky mládeže, které sdružovaly mládež, stavějící se proti agresivnímu militarismu, totalitarismu a uniformitě nacismu. Sem patřila např. Swingová mládež, Piráti protěže, Lipské smečky nebo tzv. Čtyřky. Swingová mládež byla elitářským uskupením, jehož členové se o politiku nezajímali a dávali přednost nekonvenčnímu stylu života plnému zábavy. Většina z nich byla v roce 1940 zatčena. Z dělnického prostředí pocházeli příslušníci skupiny známé jako Piráti protěže, která vznikla v průmyslové oblasti Porýní-Vestfálska. Piráti protěže rozšiřovali zakázanou literaturu, psali po zdech domů protinacistická hesla a někteří spolupracovali s komunistickým odbojem. Organizace byla rozprášena v roce 1944, kdy bylo třináct chlapců z řad Pirátů veřejně oběšeno . Významnou organizací byly tzv. Lipské smečky, které fungovaly od roku 1937 v dělnických předměstích Lipska . V Mnichově, Hamburku a Vídni vznikly nezávisle na sobě tři malé politické mládežnické buňky, které vešly ve známost jako Čtyřky, jelikož je tvořily vždy čtveřice mladíků ve věku šestnáct až osmnáct let. Ti pocházeli z nižších středních tříd a vyrůstali v křesťanském prostředí. Motivací pro opoziční chování vůči režimu bylo v tomto případě zklamání z nacionálního socialismu. Všechny tři skupiny chtěly přispět k svržení režimu a k vítězství spojenců, čehož se snažily dosáhnout především rozšiřováním protirežimních letáků. Čtyřky byly postupně odhaleny a jejich členové popraveni nebo uvězněni. Skutečným symbolem protinacistického odporu mládeže se ale stala studentská skupina Bílá růže.

## Židé
Odpor v nacistickém Německu existoval jednak v podobě židovských organizací, jednak vzniklo několik iniciativ na záchranu Židů před holokaustem.